# Taipu
Taipu é um município brasileiro do estado do Rio Grande do Norte. De acordo com estimativa realizada pelo IBGE (Instituto Brasileiro de Geografia e Estatística) no ano de 2024, sua população era de 11.422 habitantes.

## Geografia
O território de Taipu equivale a 0,6681% da superfície estadual, com 352,818 km², dos quais apenas 0,538 km² constituem a cidade (2015), que está a 53 km da capital potiguar, Natal, e a 2 457 km de Brasília, capital do país. Tem como limites territoriais Pureza a norte, Ielmo Marinho a sul, Ceará-Mirim a leste e Poço Branco a oeste. De 1989 a 2017, quando os municípios eram agrupados em microrregiões e mesorregiões, Taipu pertencia à microrregião do Litoral Nordeste, dentro da mesorregião do Leste Potiguar; a partir de 2017, com a nova divisão territorial em regiões geográficas, o município está inserido nas regiões imediata e intermediária de Natal.
O relevo local está enquadrado nos tabuleiros costeiros ou planaltos rebaixados, logo sucedidos pela depressão sublitorânea. A geologia, em sua maioria, é constituída por sedimentos embasamento cristalino, datado do período Pré-Cambriano, entre um bilhão e 2,5 bilhões de anos. A norte estão sedimentos cretáceos da Bacia Potiguar a norte, abrangendo os arenitos da formação Açu e as rochas calcárias da formação Jandaíra. Os principais solos encontrados são as areias quartzosas, o planossolo, o bruno não cálcico, o podzólico vermelho-amarelo equivalente eutrófico. Em áreas isoladas ocorrem também o latossolo, vertissolo e solo orgânico (organossolo).
A vegetação que recobre o solo taipuense é típica do bioma da Caatinga, com espécies de pequeno porte, ocorrendo também, nas várzeas úmidas, os chamados campos de várzea. Na hidrografia, passam por Taipu os rios Ceará-Mirim e do Mudo, além dos riachos Alberca, da América, Caratá e Seco. A maior parte do território municipal está inserido na bacia hidrográfica do Rio Ceará-Mirim, estando a parte norte nos domínios da bacia do rio Maxaranguape e o extremo sul na bacia do rio Doce, onde está a nascente do rio do Mudo.
O clima é tropical chuvoso, com chuvas concentradas nos meses de outono e inverno. Desde 1911, quando teve início o monitoramento pluviométrico em Taipu, o maior acumulado de chuva em 24 horas atingiu 310 mm em 30 de julho de 1998. Desde novembro de 2019, quando começou a operar uma estação meteorológica automática da EMPARN em Taipu, as temperaturas mínima e máxima absolutas foram, respectivamente, de 18,8 °C em 14 de julho de 2020 e a maior de 36,3 °C em 22 de março do mesmo ano.
| Dados climatológicos para Taipu                                                                 | Dados climatológicos para Taipu | Dados climatológicos para Taipu | Dados climatológicos para Taipu | Dados climatológicos para Taipu | Dados climatológicos para Taipu | Dados climatológicos para Taipu | Dados climatológicos para Taipu | Dados climatológicos para Taipu | Dados climatológicos para Taipu | Dados climatológicos para Taipu | Dados climatológicos para Taipu | Dados climatológicos para Taipu | Dados climatológicos para Taipu |
| Mês                                                                                             | Jan                             | Fev                             | Mar                             | Abr                             | Mai                             | Jun                             | Jul                             | Ago                             | Set                             | Out                             | Nov                             | Dez                             | Ano                             |
| ----------------------------------------------------------------------------------------------- | ------------------------------- | ------------------------------- | ------------------------------- | ------------------------------- | ------------------------------- | ------------------------------- | ------------------------------- | ------------------------------- | ------------------------------- | ------------------------------- | ------------------------------- | ------------------------------- | ------------------------------- |
| Temperatura máxima recorde (°C)                                                                 | 36                              | 35,9                            | 36,3                            | 35,4                            | 34,3                            | 34,3                            | 33,5                            | 33,7                            | 34,5                            | 34,7                            | 35,1                            | 35,5                            | 36,3                            |
| Temperatura mínima recorde (°C)                                                                 | 21,2                            | 20,5                            | 21,2                            | 21,4                            | 20,3                            | 19,1                            | 18,8                            | 18,9                            | 19,1                            | 19,6                            | 19,4                            | 19                              | 18,8                            |
| Precipitação (mm)                                                                               | 43,8                            | 77,8                            | 139,9                           | 152,9                           | 126,6                           | 135                             | 103,8                           | 45,9                            | 19,9                            | 7                               | 7,5                             | 11,4                            | 871,5                           |
| Fonte: EMPARN (médias de precipitação: 1911-2019; recordes de temperatura: 05/09/2019-presente) |                                 |                                 |                                 |                                 |                                 |                                 |                                 |                                 |                                 |                                 |                                 |                                 |                                 |